# Левитина, Софья Марковна
Софья Марковна Левитина (1891—1957) — русская советская писательница и драматург.
Автор драматических произведений. В 1936 году, в Киеве, также вышли отдельным сборником «Пьесы».
Автор-составитель издания произведений Х. Н. Хамзы.

## Сочинения

### Пьесы
- Марийка (1924)
- Котловина (1925)
- Приговор (1927)
- Товарищ (1934)
- Эта (1934)
- Отверженные (1935)
- Наступление (1936)
- Великая граница (1940)

### Рассказы
- Этапы (1926)
- Пирожки (1933)
- Голос сердца (1942)
- Узбекские рассказы (1958).

## Публикации
Источник — электронные каталоги РНБ
- Левитина С. М. Банкрот: Драма в 4 актах (в 14 картинах). — [Харьков]: Радяньска література, 1934. — 100 с. — (Посвящается сердцу и мозгу революции, городу переворота – Ленинграду). — 5000 экз.
- Левитина С. М. Великая граница: Драма в 4-х актах (9 карт.). — Киев: Гослитиздат УССР, 1940. — 88 с. — 8000 экз.
- Левитина С. // Всеукр. ассоц. пролет. писателей: Лит. худож. сб. — Житомир: Гос. изд. Украины, 1925. — 201 с.
- Левитина С. М. Голос сердца: Рассказы. — Тбилиси: Заря Востока, 1942. — 116 с.
- Левитина С. // Красная земля: Лит-худож. сб. Всеукр. ассоц. пролет. писателей. — Харьков: Пролетарий, 1925. — 146 с.
- Левитина С. М. Котловина: Драма в 5 д. — Харьков: Гос. изд. Украины, 1925. — 70 с.
- Левитина С. М. Марийка: Соц.-бытовая драма в 5 актах. — Харьков: Гос. изд. Украины, 1924. — 88 с. — (Театр. б-ка).
- Левитина С. М. Марийка: Соц.-бытовая драма в 5 актах. — 2-е изд. — Харьков: Гос. изд. Украины, 1925. — 72 с.
- Левитина С. М. Наступление: Драма в 4 актах (12 картинах). — Київ; [Харьков]: Держлітвидав, 1936. — 126 с. — (Великой коммунистической партии большевиков – мозгу и воле новой жизни посвящается). — 5500 экз.
- Левитина С. М. Отверженные: (Эта́): Пьеса в 4 актах (16 картинах). — Київ: Держлітвидав, 1935. — 122 с. — (Японскому революционному пролетариату посвящается). — 6000 экз.
- Левитина С. М. Пирожки: [Рассказ] / Ред.: Л. Городской. — Харьків; Київ: Література i мистецтво, 1933. — 78 с. — 3000 экз.
- Левитина С. М. Пирожки: [Рассказ]. — 2-е изд. — Харьков; Киев: Литература и искусство, 1934. — 76 с. — 12 000 экз.
- Левитина С. М. Приговор: Драма в 5 актах (в 10 картинах). — [Харьков]: Гос. изд-во Украины, 1927. — 112 с. — (Театр. б-ка). — 3000 экз.
- Левитина С. М. Приговор: Драма в 5 актах (в 11 картинах). — 2-е изд. — [Харьков]: Радяньска література, 1934. — 98 с. — 5000 экз.
- Левитина С. М. Приговор: Драма в 4-х д., 11 карт. — [переизд.]. — Киев: Гослитиздат Украины, 1957. — 118 с. — 2000 экз.
- Левитина С. М. Пьесы. — Киев: Держлітвидав, 1936. — 554 с. — 5000 экз. (Наступление. Отверженные (Эта́). Банкрот. Приговор. Марийка.)
- Левитина С. М. Товарищ: Драма в 5 актах (10 картинах). — [Харьков]: Гос. изд. Украины, 1928. — 126 с. — (Проблема нового быта и новых супружеских отношений в среде ответственных партийных работников). — 5000 экз.
- Левитина С. М. Товарищ: Драма в 5 актах (10 картинах). — 2-е изд. — [Харьков]: Радяньска література, 1934. — 106 с. — 4600 экз.
- Левитина С. М. Эта́: Пьеса в 4 актах (16 картинах) / Ред.: М. Кузнецов. — [Харьков]: Укргоснацмениздат, 1934. — 140 с. — (Японскому революционному пролетариату посвящается). — 3000 экз.
- Левитина С. М. Этапы: [Рассказы]. — Харьков: Гос. изд. Украины, 1926. — 217 с. (Рассказы: По Днепру. Банкет. Волчица. На грязях. От станков. Греческий узел. Мы — соль. Оплата. Васька Янчук. Небо молчало. У чёрной речки.)